# Heteronyx nigrita
Heteronyx nigrita är en skalbaggsart som beskrevs av Blanchard 1850. Heteronyx nigrita ingår i släktet Heteronyx och familjen Melolonthidae. Inga underarter finns listade i Catalogue of Life.